# Шцинава (гміна)
Гміна Шцинава (пол. Gmina Ścinawa) — місько-сільська гміна у південно-західній Польщі. Належить до Любінського повіту Нижньосілезького воєводства.
Станом на 31 грудня 2011 у гміні проживало 10500 осіб.

## Площа
Згідно з даними за 2007 рік площа гміни становила 164.56 км², у тому числі:
- орні землі: 74.00%
- ліси: 14.00%

Таким чином, площа гміни становить 23.11% площі повіту.

## Населення
Станом на 31 грудня 2011:
| Опис     | Загалом | Загалом | Чоловіки | Чоловіки | Жінки | Жінки |
| -------- | ------- | ------- | -------- | -------- | ----- | ----- |
| одиниця  | осіб    | %       | осіб     | %        | осіб  | %     |
| все      | 10500   | 100     | 5229     | 49.80    | 5271  | 50.20 |
| міське   | 5898    | 100     | 2919     | 49.49    | 2979  | 50.51 |
| сільське | 4602    | 100     | 2310     | 50.20    | 2292  | 49.80 |

## Сусідні гміни
Гміна Шцинава межує з такими гмінами: Любін, Проховіце, Рудна, Вінсько, Волув.